# Sonata de iglesia n.º 14 (Mozart)
La Sonata de iglesia n.º 14 en do mayor, K. 278/271e, es una sonata de iglesia en un único movimiento, escrita por Wolfgang Amadeus Mozart entre marzo y abril del año 1777, cuando tenía veintiún años de edad. La pieza fue compuesta en Salzburgo, para su uso por parte del príncipe-arzobispo Hieronymus von Colloredo, a cuyo servicio trabajaba Mozart desde 1772.

## Características
La obra está escrita en compás de compasillo, con una indicación de tempo de Allegro. Presenta una extensión de ciento veintitrés compases y a la instrumentación habitual de las sonatas de iglesia de Mozart —dos violines, órgano, y bajos (violonchelo y contrabajo, y fagot ad libitum)— añade dos trompetas, timbales y dos oboes, siendo la primera pieza mozartiana de este género en incorporar este último instrumento en su plantilla.